# Barre Toelken
Barre Toelken (15. června 1935 – 9. listopadu 2018) byl americký folklorista.

## Biografie
Barre Toelken se narodil 15. června 1935 Johnu a Sylvii Toelkenovým. Město, kde jeho rodina žila (Quabbin Woods, Enfield) však bylo určeno k demolici a tak se přestěhovali do Springfieldu.
Barre od mala vyrůstal v prostředí, kde byl kladen důraz na materiální kulturu. Jeho matka také hrála na klavír a zpívala mu. Tím vzbudila jeho zájem o balady a lidové písně. Na střední škole měl Barry výborné výsledky v biologii a na popud svého učitele se rozhodl zapojit do lesnického programu Utah State University. Nakonec se však rozhodl jinak a absolvoval studium angličtiny a němčiny, které ukončil v roce 1957.
Roku 1957 se také oženil a jeho ženou se stala Miiko Kubota, japonská Američanka.
Během Studené války se rozhodl, jako mnoho mladých lidí, prozkoumávat pouště na jihovýchodě Utahu. Při průzkumu však dostal horečku a zkolaboval. Probudil se v indiánském srubu a u něho seděl starý muž. Později si uvědomil, že byl účastníkem léčebného rituálu kmene Navaho. Na studium magisterského titulu se Toelken přesunul na Washington State University. V roce 1964 pak získal doktorský titul a vrátil se do Utahu, kde 2 roky učil.
Jedním z hlavních důvodů, proč se chtěl vrátit do Utahu bylo to, aby mohl být blíže kmeni Navajo a také jeho zájem o folklor Utahu, kterému se věnoval ve své první publikaci The Ballad of the Mountain Meadows Massacre (1959). Roku 1979 pak vydává svou práci Dynamics of Folklore, kde ukazuje svůj pohled na folklor. Podle něj je nutné nedívat se pouze na materiální podstatu folkloru, ale musíme také sledovat kontext a vztah k těm, kteří folklor performují.
V letech 1977–1978 působil Toelken jako ředitel Americké folkloristické společnosti.
V roce 2002 utrpěl mozkovou mrtvici, po níž ztratil schopnost řečí a přestal ovládat pravou část těla. Po několika měsících rehabilitace se mu však podařilo vrátit se do běžného života a pokračovat ve své práci. V roce 2003 vyšlo jeho dílo The Anguish of Snails, kde zúročil léta známostí s nativními obyvateli Ameriky.

## Významná díla
- Dynamics of Folklore (1979)
- Morning Dew and Roses: Nuance, Metaphor and Meaning in Folksongs (1995)
- The Anguish of Snails (2003)